# Ensamma berget

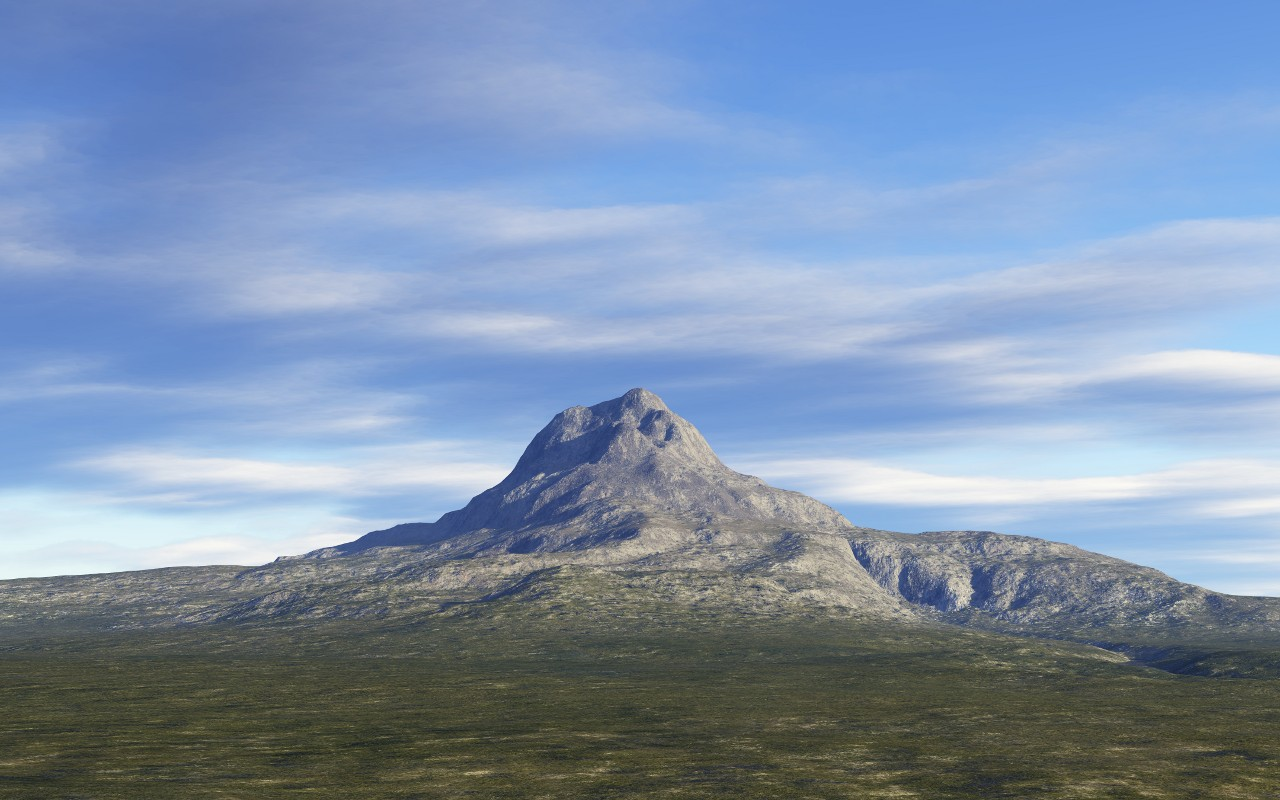
Fan art-tolkning av Ensamma berget.

Ensamma berget, eller Ensliga berget i nyöversättningen av Erik Andersson, är ett fiktivt berg i J.R.R. Tolkiens Midgård. Erebor är bergets namn på det alviska språket sindarin, av ordet Ereb, "Ensam", och ordet Orod (plural. Ered), vilket betyder "berg". Det ligger nordöst om Rhovanion. I berget fanns ett fäste som dvärgarna länge höll i besittning. Det utgör också källan till floden Celduin. Detta var det urgamla hemmet för många av Durins ättlingar. Kungariket under berget var en av de största skattgömmorna i Midgård. Upplösningen i Bilbo - en hobbits äventyr äger rum där.
Berget fick sitt namn eftersom det låg hundratals kilometer från närmsta bergskedja. Tolkiens karta i Bilbo en hobbits äventyr indikerar att berget hade sex åsar, som sträckte sig utåt från den högst belägna toppen. Den Stora Porten låg på södra sidan av berget. Hela berget var omkring 16 kilometer i diameter. 
Kungariket under berget var i själva verket ett fort, som kom att utstå flera belägringar. Dvärgarna som levde där var välmående och ökade i antal. De var särskilt skickliga i att göra murförband och att arbeta i sten. Efterfrågan på deras tjänster var hög särskilt i staden Dal, som låg precis bredvid berget, och hos andra folk som levde i närheten. På så vis blev dvärgarna kolossalt rika och samlade på sig stora mängder guld och skatter. Detta var vad som lockade draken Smaug till Ensamma berget.
Medan Torin Ekenskölde var ute på jakt en dag, kom Smaug och förhärjade hela staden Dal, tog död på många människor och dvärgar och lade sig Smaug på den skatt dvärgarna lämnat efter sig.
I Bilbo en hobbits äventyr begav sig Bilbo och Thorins följe till Ensamma berget för att återta skatten Smaug stulit. Efter Smaugs död kom vättar norrifrån och det blev ett stort slag (som kom att kallas Femhäraslaget, men dvärgarna slöt upp på alvernas och människornas sida. Dáin från Järnkullarna blev kung över Erebor, som sedan blomstrade.
Senare belägrades staden Dal av en stor skara östringar från Rhûn, vilka var allierade med Sauron. När östringarna fick höra nyheten om Saurons fall spreds de för vinden och försvararna lyckades bryta belägringen och driva bort fienden från berget för gott. 